# Amobarbital
Amobarbital ist ein langwirkendes Barbiturat mit Wirkung auf die GABAA-Rezeptoren. Es hat eine Eliminationshalbwertszeit von 8 bis 42 Stunden. Sein Gebrauch war in Medikamenten (Schlafmittel, Beruhigungsmittel) vor der Entdeckung der Benzodiazepine weit verbreitet; heute ist der Verkauf als Fertigmedikament in fast allen Ländern eingestellt. Amobarbital wird durch die Leber abgebaut. 
Amobarbital wurde und wird auch heute noch in verschiedenen Ländern, u. a. den USA, als Wahrheitsserum zur Klärung von Verbrechen eingesetzt. Jenseits dieser Fälle wurde es zuerst 1930 von William Bleckwenn an der University of Wisconsin bei psychiatrischen Patienten verwendet, um deren unter anderem stupuröse Blockierungen zu lösen. Seit 1949 wurde es bei der prächirurgischen Diagnostik von Epilepsien beim Wada-Test eingesetzt. Amobarbital war mit Dexedrin auch Bestandteil des Kombinationspräparats Dexamyl.

## Handelsnamen
Sodium Amytal (GB), Tuinal (GB), Dorlotyn (H)